# Biserica de lemn din Prundeni-Tătăroaia

Biserica de lemn din Prundeni-Tătăroaia, ruinele ei înainte de demolare, pridvorul şi intrarea, foto: 1974

Biserica de lemn din Prundeni-Tătăroaia se afla până în urmă cu câteva decenii într-o stare avansată de ruină în cătunul Tătăroaia din localitatea Prundeni, județul Vâlcea. Avea hramul „Sfinții Voievozi” și era ridicată în anul 1787. A fost demolată în anul 1977 iar lemnele păstrate în cimitir, pentru o eventuală reconstruire ulterioară, au dispărut în timp. Biserica a fost înscrisă în vechea listă a monumentelor istorice, din 1955, cu numărul 39B0278.

## Istoric
Momentul ridicării bisericii este cunoscut dintr-o inscripție culeasă înainte de al doilea război mondial de neobositul cercetător al satelor Olteniei, Ioan Popescu-Cilieni, înainte ca biserica de lemn să dispară definitiv. Din inscripție aflăm următoarele: „Această sfântă și dumnezăiască biserică, ce se prăznuiește hramul Sfântului Nicolaie s-au făcut la l[ea]t 1787, de ceauși Duțu i de popa Barbu Mustăța; și s-au prenoit la l[ea]t 1815, de jupân Ene Călineanu și de Nicolae Stoichină ...”. Părțile zidite documentate indică o renovare semnificativă în a doua parte a secolului 19, ocazie cu care probabil că i s-a schimbat hramul.

## Trăsături
Date despre biserica de lemn din Tătăroaia se păstrează din documentația făcută în pragul demolării ei. Într-un referat de la fața locului sunt consemnate următoarele: „Clădirea este într-un grad foarte avansat de uzură, acoperișul de șiță este surpat și căzut și tavanul. Deci în locul tavanului sunt crâmpeie din acoperișul de șiță și lemnăria complet putredă. Pereții sînt din lemn de stejar, așezați pe cant și cu grosimea de 10 cm. Aceste grinzi se îmbină la capete în coadă de rîndunică, dar din cauza intemperiilor - aceste capete sunt putrede ușor - se pot disloca așchii din ele. Ele au lățime medie de 0,40 m și în parte au fost măcinate de insecte și ciuperci. Soclul bisericii este de cărămidă și are 0,80 m înălțime. În cea mai mare parte este deplasat și se poate constata că a avut mai multe reparații. La prima zidire a fost folosită cărămida subțire. Cuiele folosite au fost de lemn și pe alocuri țigănești. Tîmpla a fost de zidărie dar s-a prăbușit spre biserică. Cea mai mare parte din zidărie a fost furată, dar pe porțiunile care au rămas cu tencuială, se poate observa o pictură care altădată se pare că era frumoasă. Pe pereții altarului se vede că a fost tencuială - acum nu mai sunt decît mici porțiuni tencuite și pictate. Grinzile pereților au fost crestate și apoi aplicată tencuiala, sub acțiunea umezelii tencuiala a căzut. Tinda a fost de cărămidă, care încă se mai menține. Între doi stâlpi este așezat clopotul. Stâlpul de la intrarea din dreapta este căzut și materialul furat. Pe toată această porțiune acoperișul stă în aer și la zăpezi, îngreuiat, va cădea și el la pămînt. La intrare sunt doi stâlpi, care parțial sînt sculptați în formă de sfredel. Ușile sunt mici, 0,80, 0,90 m lățime și 1,50, 1,60 înălțime. Tavanul a fost la înălțimea de doi metri. În masa de la altar se găsesc Sfinte Moaște.
Cauzele acestor stări de lucrări sînt: 1. S-a permis înmormîntarea pînă lîngă biserică. Sînt morminte la 1,00-1,50 m depărtare de biserică. În preajma acestor morminte zidăria soclului este cel mai mult deplasată și lăsată. 2. Lipsa reparațiilor la timp. 3. Neluarea nici unei măsuri de scurgere a apelor și nici de protejarea ruinelor.
Față de această situație: Nici nu poate fi luată recomandarea D.M.I. ca la reconstruire să se completeze doar elementele degradate. Biserica va trebui să fie restaurată în întregime păstrându-se forma și aspectul actual. La o construcție ... [fundați]a să fie adîncită sub nivelul gropilor din vecinătate.”
Câteva imagini atașate referatului din 1974 se păstrează într-o stare avansată de degradare. Cu greu se mai pot distinge portalul intrării, sculptat cu o funie, o fereastră dreptunghiulară mică în axul altarului, stâlpii de zidărie, pereții și acoperirea căzută în interior.
Din datele accesibile se desprind trăsăturile unei biserici de lemn obișnuite în zonă. În planul bisericii erau cuprinse de la vest la est un pridvor, un pronaos, naos și absida puțin îngustată și poligonală a altarului. Din descriere și imagini reiese că pridvorul și tâmpla ar fi fost ridicate din zid. Acest aspect este familiar în zonă și corespunde tendințelor din secolul 19 de a folosi sau imita zidăria chiar și în construcții de lemn. Se poate astfel presupune o reparație majoră în secolul 19, supusă modei acelor vremuri. În elevație, biserica era acoperită în interior cu boltă și în pridvor cu tavan. Structura era ferită de intemperii sub un acoperiș de șiță. Dintre detaliile decorative se remarcă cei doi stâlpi sculptați parțial în torsadă ai pridvorului precum și portalul marcat de o funie în jurul intrării. 

## Imagini